# Ramphastos
Ramphastos är ett släkte i familjen tukaner. Släktet består av sju arter:
- Tocotukan (Ramphastos toco)
- Gulstrupig tukan (Ramphastos ambiguus)
- Vitstrupig tukan (Ramphastos tucanus)
- Svaveltukan (Ramphastos sulfuratus)
- Chocótukan (Ramphastos brevis)
- Gulbröstad tukan (Ramphastos vitellinus)
- Rödbröstad tukan (Ramphastos dicolorus)